# Diocesi di Gerisso
La diocesi di Gerisso (in latino Dioecesis Hierissensis) è una sede soppressa e sede titolare della Chiesa cattolica.

## Storia
Gerisso (῾Ιερισσός), corrispondente all'antica Achantus, nella penisola Calcidica, nei pressi del monte Athos, è un'antica sede vescovile greca della provincia romana della Macedonia Prima nella diocesi civile omonima, suffraganea dell'arcidiocesi di Tessalonica.
La diocesi è di istituzione tardiva, eretta tra il 943, quando la città è ancora sottomessa all'autorità dei vescovi di Herculia, e il 982, anno in cui è documentato il primo vescovo di Gerisso, Teodoto. L'aumento del numero dei monasteri nei pressi del monte Athos, con la conseguente crescita demografica nella regione, potrebbero essere la causa dell'istituzione di questa nuova diocesi, ininterrottamente documentata nelle Notitiae Episcopatuum del patriarcato di Costantinopoli dal X secolo agli inizi del XV secolo.
La diocesi della Chiesa di Grecia esiste ancora oggi con il nome di metropolia di Gerisso, della Santa Montagna e Ardamerio.
Dal 1927 Gerisso è annoverata tra le sedi vescovili titolari della Chiesa cattolica; la sede è vacante dal 24 dicembre 1974. Fino al 1927 la sede aveva il nome di Acanthensis.

## Cronotassi

### Vescovi greci
- Teodoto † (menzionato nel 982)[3]
- Elia † (circa X-XI secolo)[4]
- Giorgio † (prima di avril 1001 - prima di febbraio 1014)[5]
- Niceforo † (menzionato nel 1014)[6]
- Nicola † (menzionato nel 1032)

### Vescovi titolari di Acanto
- Bogusław Korwin Gosiewski † (20 aprile 1722 - 29 gennaio 1725 nominato vescovo di Smolensk)
- Raphael Tuki † (15 aprile 1761 - 22 gennaio 1763 nominato vescovo titolare di Arsinoe di Cipro)
- William Gibson † (10 settembre 1790 - 2 giugno 1821 deceduto)
- San Pierre-Rose-Ursule Dumoulin-Borie, M.E.P. † (30 gennaio 1836 - 24 novembre 1838 deceduto[7])
- Pierre-André Retord, M.E.P. † (24 novembre 1838 succeduto[8] - 22 ottobre 1858 deceduto)
- Joseph-Simon Theurel, M.E.P. † (prima del 6 marzo 1859 - 3 novembre 1868 deceduto)
- Hugh Conway † (21 novembre 1871 - 9 giugno 1873 succeduto vescovo di Killala)
- Giovanni Timoleone Raimondi, P.I.M.E. † (17 novembre 1874 - 27 settembre 1894 deceduto)
- John Joseph Clancy † (12 gennaio 1895 - 8 febbraio 1895 succeduto vescovo di Elphin)
- Pio Giuseppe Passerini, P.I.M.E. † (29 marzo 1895 - 16 aprile 1918 deceduto)
- Władysław Krynicki † (29 luglio 1918 - 21 novembre 1927 nominato vescovo di Włocławek)

### Vescovi titolari di Gerisso
- Giuseppe Antonio Caruso † (6 luglio 1928[9] - 3 gennaio 1930 deceduto)
- Teodoro Eugenín Barrientos, SS.CC. † (10 aprile 1931 - 24 dicembre 1974 deceduto)